# Ad nauseam
Ad nauseam (lateinisch „bis zur Seekrankheit“) ist ein Ausdruck für eine Diskussion, die bis zum Punkt „des Erbrechens“ geführt wurde, also bis zu einem Punkt, in dem die Diskussion so weitreichend war, dass jeder Beteiligte davon genug hatte. Es ist verwandt, jedoch nicht gleich zum argumentum ad infinitum.

## Argumentationsfehler

### Ausweichen von Argumenten
Die Berufung auf ad nauseam birgt das Risiko eines Argumentationsfehlers, im Speziellen den Versuch, sich eines unangenehmen Themas oder Argumenten, die man nicht entkräften kann, dadurch entziehen zu wollen, dass man diese als bereits zu oft diskutiert und damit weitere Diskussion für überflüssig erklärt.

### Beweis durch Wiederholung
Als ad nauseam bezeichnet man auch den Argumentationsfehler, nachdem eine Behauptung solange – auch von verschiedenen Leuten – wiederholt wird, bis sie als wahr akzeptiert wird, ohne dass jedoch ein Beweis geführt wurde, der die Behauptung bestätigen würde.
Zur Warnung vor einem „Beweis durch Wiederholung“ wird oft das Joseph Goebbels (wahrscheinlich falsch) zugeschriebene Zitat herangezogen: „Eine Lüge, die oft genug erzählt wird, wird irgendwann zur Wahrheit.“